# Veljko Petrović
Veljko Petrović (Sombor, 4 febbraio 1884 – Belgrado, 27 luglio 1967) è stato un poeta e scrittore serbo.

## Biografia
Il padre di Veljko Petrović si chiamava Đorđe ed era un catechista e un insegnante al seminario di Sremski Karlovci in Voivodina, invece la madre si chiamava Mileva ed era figlia del parroco di Sombor.
Veljko Petrović nel 1902 si trasferì a Budapest dove studiò legge e si laureò quattro anni dopo.
Nella primavera del 1906, a Budapest, con Juraj Gašparc, curò il mensile in lingua ungherese Kroacija (Croazia), con il sottotitolo Rassegna mensile socio-politica, economica e letteraria serbo-croata.
Poi, nel 1911, si spostò a Belgrado, dove lavorò come corrispondente di guerra per il Branik di Novi Sad e per il Narod di Sarajevo; a Belgrado conobbe il poeta e critico letterario Sima Pandurović, oltre che l'eminente scrittore e critico letterario Jovan Skerlić.
Fino al 1918 lavorò a Ginevra, dopo di che lavorò nel Ministero dell'Istruzione (1919) e dal 1925 fu ispettore del Dipartimento di Arte.
Nel 1930, come giornalista del quotidiano Politika, soggiornò a Budapest, dove ritornò anche nel 1961.
Veljko Petrović si mise in evidenza con due raccolte di poesie, intitolate Poesie patriottiche (Rodoljubive pesme, 1911) e Sulla soglia (Na pragu, 1914), che si caratterizzarono per la saldatura della letteratura tradizionale del suo Paese con innovazioni modernistiche, con le conseguenze della creazione di uno stile e di un contenuto piuttosto peculiare, incentrato sia sui sentimenti nazionalistici sia su quelli più personali.
Le stesse tendenze risultarono nelle prose, dove i ricordi della vita rurale vengono alternati a quelli della vita urbana, suscitando nello scrittore grandi rimpianti e l'elogio della purezza contadina.

## Opere

### Poesie
- Poesie patriottiche (Rodoljubive pesme, 1911);
- Sulla soglia (Na pragu, 1914).

### Prosa
- Primavera fallace  (Varljivo Prolece, 1921);
- Bunja e altri da Ravangrad (Bunja i drugi iz Ravangrada, 1921);
- Coscienze distrutte (Pomerene savest, 1922);
- Tre racconti (Tri pripovetke, 1922);
- Tentazione (Iskušenje, 1924);
- Partite di caccia da un ceppo in fiamme (Izdanci iz zapaljena grma, 1932);
- Una quaglia nella mano e altri analoghi racconti (Prepelica u ruci i druge slične pripovetke, 1948);
- Racconti scelti (Odabrane pripovetke, 1960).